# Centar kulture na Peščenici
Centar kulture na Peščenici, skraćeno Centar KNAP, kulturni je i društveni centar u zagrebačkoj četvrti Peščenica – Žitnjak, jedan od Centara za kulturu Grada Zagreba. U doba osnutka 1955. godine, Peščenica je bila rubni dio grada Zagreba, okružen tvornicama i skladištima, naseljima s radničkim stanovništvom. Nastojanje osnivača bilo je pružanje kulturnih i obrazovnih programa svima koji su gravitirali ovoj četvrti.
Od svojega osnutka Centar izvodi programe iz područja kulture i obrazovanja za sve demografske skupine. Pored redovnih djelatnosti i radionica Centar organizira manifestacije i posebne programe s područja glazbe, plesa, vizualne kulture, kazališta i književnost, kao što su Glazbeni KNAP, Art by KNAP, Pešča Chillout, Knapanje, Knapov književni party, Volim Pešču, KNAP u kvartu, Plesni valovi i Dani otvorenih vrata.
Centar KNAP 2025. godine obilježava 70. obljetnicu djelovanja.[kako?]

## Povijest
Povijest Centra započinje osnutkom prvog zagrebačkog Doma kulture 8. svibnja 1955. godine. Dom kulture preimenovan je 1960. godine u Narodno sveučilište Peščenica.
Zbog stalnog rasta stanovništva u ovoj četvrti, rastu i potrebe tadašnjeg Narodnog sveučilišta, pa se 1967. godine odvija prva nadogradnja s velikom dvoranom za priredbe. Narodno sveučilište Peščenica 1969. godine prerasta u Zavod za kulturu i obrazovanje u čijem sklopu se stvara Centar za kulturu Peščenica, a djeluju Gimnazija za odrasle Tin Ujević, Škola za obrazovanje odraslih, Muzička škola Zlatko Baloković i brojni obrazovni seminari.
 

Nadogradnja zgrade nastavlja se 1973. godine otvaranjem male koncertne dvorane te dvorane za ritmiku i ples. Tadašnji Zavod za kulturu i obrazovanje dobiva današnji izgled 1975. godine. Autor svih nadogradnji je arhitekt Mladen Orlandini uz podršku tadašnje ravnateljice Lili Antonijević. Prva voditeljica Centra za kulturu Peščenica bila je povjesničarka umjetnosti, Vesna Kauzlarić, koja je 1978. osnovala i Galeriju Centra za kulturu Peščenica.
Posebnost prostora umjetnička su djela Mile Kumbatović i Otona Glihe, osmišljena kao dio interijera. Mila Kumbatović realizira mozaik na zidu (1972. – 1975.) te aluminijski mozaik (1973.). Oton Gliha autor je mozaika Ritmovi gromača, u predvorju kazališta (1968.) te mozaika na stražnjem zidu kazališta (1972.). 
Godine 1980. ustanova postaje Društveni dom Peščenica; od 1995. nosi naziv Kulturni centar Peščenica, a od 2015. Centar kulture na Peščenici.
Tijekom 1990-ih aktivnosti Centra su stagnirale, a prva poboljšanja događaju se pod ravnateljstvom Tomislava Štrige. Štriga se usredotočio na rad kazališta, koje postaje iznimno važna zagrebačka kazališna scena. Slijedi vodstvo Gorana Orešića te daljnje jačanje aktivnosti dolaskom umjetnice Anje Planinčić, koja postaje voditeljica Galerije Događanja 2009., nakon čega do ljeta 2024. preuzima i ravnateljsko mjesto. 
U razdoblju od 2009. do danas u Galeriji i prostorima Centra izlagali su Kata Mijatović, Boris Sekulić, Martina Grlić, Ivan Marušić Klif, Siniša Labrović i brojni drugi. Od jeseni 2024. godine ravnatelj Centra je dramski pisac, dramaturg, novinar, voditelj Kazališta KNAP, Igor Weidlich.

## Galerija Događanja
Galerija Događanja osnovana je 1980-ih godina, a na inicijativu povjesničarke umjetnosti Branke Hlevnjak i umjetnica Nade Orel dobiva ime koje nosi do danas. Od 1983. godine galeriju vode Branka Hlevnjak i Vedrana Kršinić.
Upravo tijekom 1980-ih Centar i galerija postaju vrlo aktivno mjesto umjetničkih događanja, privlačeći umjetnike i publiku iz cijelog grada Zagreba. Djelatnosti i umjetničke akcije u tom se razdoblju šire van prostora Centra i galerije. Radom Galerije postavljene su skulpture u javnom prostoru gradskog naselja, osmišljeni i postavljeni stalci za bicikle, koševi za otpad, prepoznatljivi oglasni stupovi u obliku kišobrana. Brojne intervencije nastale su na temelju istraživanja u lokalnoj zajednici koja su ukazala na nedostatak urbane opreme. Tadašnja ravnateljica, sociologinja Ada Lakoš Knežević, poticala je sociološko-kulturološka istraživanja, čiji su se rezultati ostvarivali kroz kulturne programe.
U prostoru ispred Galerije Događanja postavljena je 1984. godine dvodijelna skulptura Nade Orel, Trodimenzionalni Strip. U Galeriji Događanja tada izlažu Mladen Stilinović, Antun Maračić, Vlasta Delimar, Željko Jerman, Dejan Kršić, Boris Cvjetanović, Darko Šimičić, Sanja Bachrach i Mario Krištofić, Boris Demur i brojna druga imena.
Godine 1998., Galerija Događanja dobiva monografiju: Prvih deset godina galerije Događanja 1981.-1991., autorice Branke Hlevnjak.
U razdoblju od 2009. do 2019. godine galeriju vodi umjetnica Anja Planinić, a od ljeta 2024. voditeljica je umjetnica Ana Mušćet.

## Kazalište KNAP
Kazalište KNAP osnovano je 2025. godine u sklopu okviru Kulturnog centra Peščenica.
Za mandata Snježane Banović na čelu nacionalne Drame HNK, kazališnu dvoranu Centra koristilo je Hrvatsko narodno kazalište u Zagrebu, tijekom 2001./2002. godine. Kako je publika stekla naviku dolaska u »kazalište na periferiji«, nakon odlaska HNK s pozornice Centra, službeno je pokrenuto Kazalište na Peščenici, tj. Kazalište KNAP. Zbog izmjena i usklađenja sa Zakonom o kazalištu tijekom 2012. godine postojala je opasnost gašenja kazališta. Kulturni centar Peščenica organizirao je tom prigodom peticiju »Spas KNAP-a«.
Programi kazališta usmjereni su prema profesionalnoj kazališnoj produkciji, kazališnom amaterizmu, kazališnim festivalima, kreiranju slobodnog vremena djece i mladeži, programima kulture za lokalnu zajednicu, urbanoj i likovnoj kulturi mladih.

## Vanjske poveznice
- Službena stranica Centra kulture
- YouTube kanal Centra